# 二本松家泰
二本松 家泰（にほんまつ いえやす）／畠山 家泰（はたけやま いえやす）は、戦国時代の武将、二本松氏第6代当主。陸奥国安達郡二本松城主。

## 経歴
永正9年（1512年）、二本松氏第5代当主・二本松村国の嫡男として生まれる。この時期の二本松氏の系譜については諸説有る。
天文11年（1542年）3月、父・村国の死去にともない家督を相続した。同年6月、奥羽越三国を巻き込んだ伊達氏の天文の乱が発生すると、この乱の影響を受けて、二本松氏の家中においても両派に分かれて抗争が発生した。家泰は稙宗方に属し、翌天文12年（1543年）8月には堀越興行と共に稙宗を信夫郡八丁目城に迎えると、稙宗は天文14年（1546年）3月に大森城に移るまでここを居城とした。
天文15年（1546年）4月23日死去。享年35。弟の義氏。が家督を継いだ。天文の乱に関する史料上の記事では、家泰存命中の時点においても二本松氏の活動を義氏の名で以て記しているが、これは両者が混同されたか、あるいは既に義氏が政務を執っていたことによるのかは不明である。
なお別名の晴国は、将軍・足利義晴の偏諱を受けて家泰から改名したものと考えられるが、紫桃正隆は『戦国大名系譜人名事典 東国編』において、家泰と晴国とは別人であり、晴国は家泰の父で先代の当主であるとしている。